# Acarospora umbilicata
Acarospora umbilicata är en lavart som beskrevs av Bagl. Acarospora umbilicata ingår i släktet Acarospora och familjen Acarosporaceae.  Arten är reproducerande i Sverige. Inga underarter finns listade i Catalogue of Life.